# Red Bull X2010

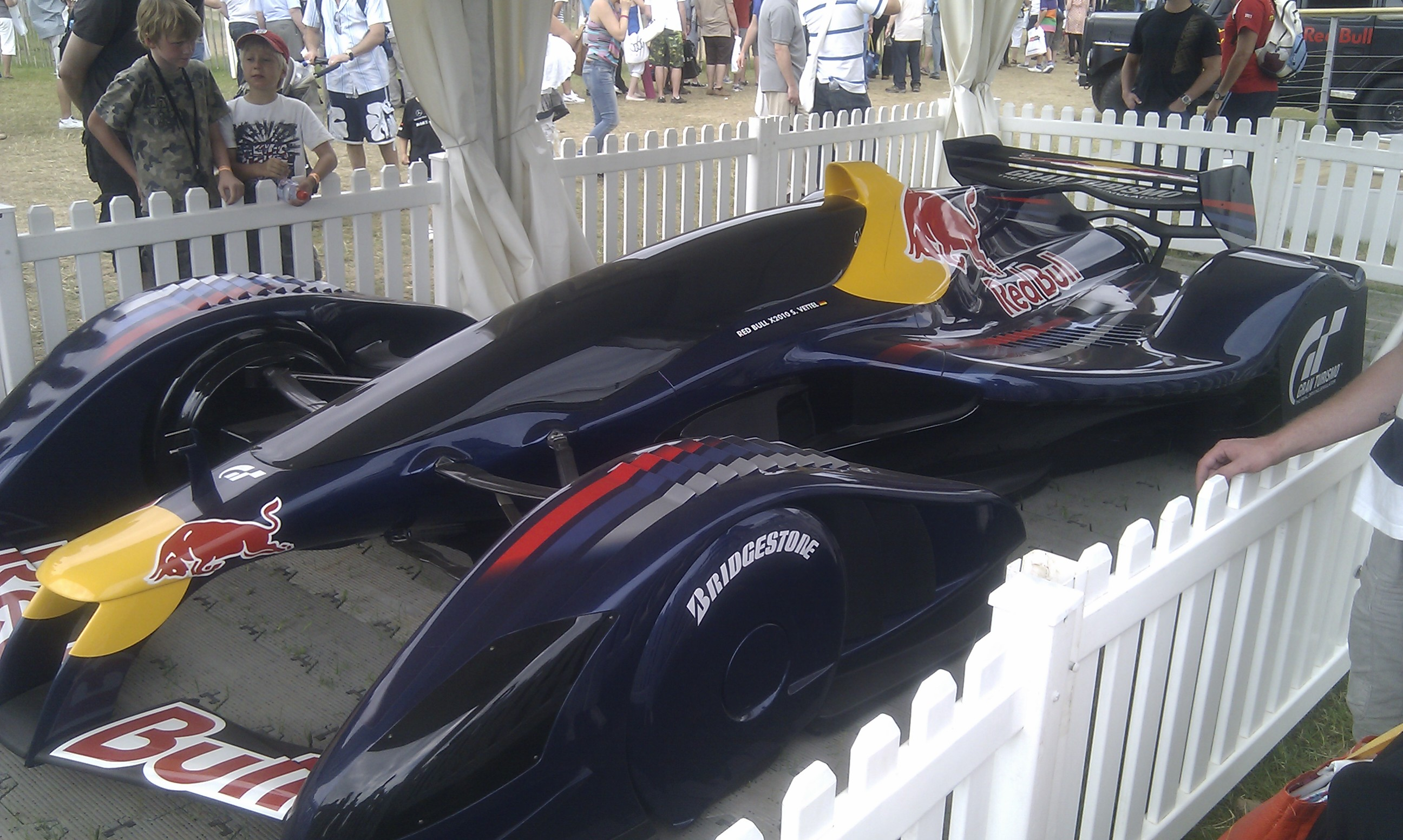
Maqueta presentada en el Goodwood Festival of Speed

El Red Bull X2010, originalmente llamado Red Bull X1, es un vehículo prototipo ficticio que aparece en los videojuegos Gran Turismo. Un modelo de tamaño completo que no funciona apareció en el Goodwood Festival of Speed. La creación digital fue una respuesta a la pregunta de Kazunori Yamauchi: "Si construyeras el auto de carreras más rápido en tierra, uno que dejara de lado todas las reglas y regulaciones, ¿cómo se vería ese auto, cómo se desempeñaría y cómo se sentiría al conducirlo?"
El prototipo fue diseñado por el director técnico de Red Bull Racing, Adrian Newey, junto con Yamauchi. Cuenta con ruedas cerradas y un elemento de ventilador para aumentar la carga aerodinámica de baja y media velocidad (como en un Chaparral 2J o Brabham BT46).

## Mercancías
En septiembre de 2012, se anunció que AUTOart produciría una versión a escala 1:18 del X2010. El modelo se lanzó en una gama de colores en 2013 y se agotó. En 2016, la misma empresa lanzó un modelo del X2014, disponible en tres colores.